# Pogonostoma levigatum
Pogonostoma (Bathypogonum) levigatum – podrodzaj chrząszczy z rodziny biegaczowatych, podrodziny trzyszczowatych i rodzaju Pogonostoma. Jedyny znany gatunek monotypowego podrodzaju Bathypogonum.

## Taksonomia
Podrodzaj Bathypogonum wprowadzony został w 1946 roku przez René Jeannela, jako monotypowy, z jednym gatunkiem P. (B.) levigatum, opisanym przez Walthera H. R. Horna w 1908 roku.

## Występowanie
Gatunek tej jest endemitem Madagaskaru.

## Systematyka
Wyróżnia się 2 podgatunki tego chrząszcza:
- Pogonostoma (Bathypogonum) levigatum levigatum W.Horn, 1908
- Pogonostoma (Bathypogonum) levigatum lucens Rivalier, 1970